# Baiae
Baiae byla významná starověká osada v Neapolském zálivu, kterou Římané přetvořili v luxusní přímořské letovisko. Město nabízelo bohatý společenský život a rozmanité formy zábavy pro tehdejší smetánku. K dispozici byly termální lázně, divadla a další rekreační zařízení. Dnes je Baiae součástí města Bacoli, přičemž zachované památky poskytují pohled do bohatého historického dědictví tohoto kdysi významného letoviska.

## Poloha
Baiae se nachází na severozápadním okraji Neapolského zálivu mezi Pozzuoli a poloostrovem Misenum.

## Historie
Přístav Baiae založili starověcí řečtí kolonisté a jeho jméno prý pochází od Baiose, kormidelníka Odyssea. Během celé své existence byl závislý na městu Cumae.
Baiae bylo proslulé svými prameny a rozvinulo se v populární lázeňské a rekreační středisko, zejména v pozdní římské republice a na počátku císařské éry. Mnozí bohatí Římané, včetně osobností jako Caesar a Cicero, si v této oblasti postavili luxusní vily. Krátkodobě zde pobývalo několik římských císařů, mezi nimiž byli Caligula, Nero a Hadrianus. Část území Baiae se od doby císaře Augusta stala majetkem císařského dvora.